# Masoud Hassan
Masoud Hassan (Arabic:مسعود حسن) (sinh ngày 20 tháng 7 năm 1987) là một cầu thủ bóng đá người Các Tiểu vương quốc Ả Rập Thống nhất. Hiện tại anh thi đấu cho Al Urooba.